# Doug Russell
Doug Russell (n. 20 februarie 1946, New York City, New York, SUA) este un înotător american, medaliat olimpic. A participat la o ediție a Jocurilor Olimpice (1968) în care a câștigat 3 medalii de aur.